# Holland Cup (schaatsen)
De Holland Cup is een jaarlijks terugkerende serie schaatswedstrijden in Nederland die wordt georganiseerd door de Koninklijke Nederlandsche Schaatsenrijders Bond. De wedstrijdreeks bestaat uit vijf tot tien wedstrijden die verspreid over het schaatsseizoen van oktober tot en met maart plaatsvinden. In het seizoen 2023–2024 loopt de dertiende editie.

## Opzet
De opzet is vergelijkbaar met die van de World Cup. Per Holland Cup kan een schaatser punten verdienen en aan het eind van de cyclus is de winnaar die schaatser die in het eindklassement bovenaan staat. Daarnaast hebben veel Holland Cups een tweede belang, zoals startbewijzen voor de Nederlandse kampioenschappen (afstanden, allround, sprint) en per 2015/2016 als selectie voor de selectiewedstrijden voor de World Cup. Waar in het seizoen 2011/2012 ook plaatsen te verdienen waren voor de Utrecht City Bokaal, Kraantje Lek Trofee en Eindhoven Trofee, zijn deze wedstrijden sinds 2012/2013 juist met de Holland Cup samengevoegd. Soms stonden er naast de gewone individuele afstanden ook nieuwe onderdelen als een ploegenachtervolging, teamsprint, supersprint, pure sprint of meerkamp (sprint of allround) op het programma.
De Holland Cup is voor junioren A en ouder.
De puntenverdeling is hetzelfde als op de World Cup. In het tweede seizoen werd er gewerkt met een systeem waarbij de punten uit de slechtste race geschrapt werden.
| Plaats | 1   | 2  | 3  | 4  | 5  | 6  | 7  | 8  | 9  | 10 | 11 | 12 | 13 | 14 | 15 | 16 | 17 | 18 | 19 | 20 | 21 | 22 | 23 | 24 |
| ------ | --- | -- | -- | -- | -- | -- | -- | -- | -- | -- | -- | -- | -- | -- | -- | -- | -- | -- | -- | -- | -- | -- | -- | -- |
| Punten | 100 | 80 | 70 | 60 | 50 | 45 | 40 | 36 | 32 | 28 | 24 | 21 | 18 | 16 | 14 | 12 | 10 | 8  | 6  | 5  | 4  | 3  | 2  | 1  |

In andere landen worden soortgelijke competities verreden onder namen als Belarus Cup, Japan Cup, National Cup, Norge Cup, Puchar Polski en Russia Cup.

## Winnaars
Onderstaande tabel geeft een overzicht van de winnaars van de eindklassementen.

### Mannen
| Jaar      | 500m                            | 1000m                           | 1500m                           | 5000m                           |
| --------- | ------------------------------- | ------------------------------- | ------------------------------- | ------------------------------- |
| 2010/2011 | Lars Elgersma                   | Lars Elgersma                   | Ben Jongejan                    | Mark Ooijevaar                  |
| 2011/2012 | Lars Elgersma                   | Lars Elgersma                   | Ben Jongejan                    | Bob de Vries                    |
| 2012/2013 | Jacques de Koning               | Lucas van Alphen                | Thom van Beek                   | Robert Bovenhuis                |
| 2013/2014 | Lennart Velema                  | Lucas van Alphen                | Lucas van Alphen                | Arjen van der Kieft             |
| 2014/2015 | Dai Dai Ntab                    | Lucas van Alphen                | Lucas van Alphen                | Erik Jan Kooiman                |
| 2015/2016 | Jesper Hospes                   | Pim Schipper                    | Martijn van Oosten              | Mats Stoltenborg                |
| 2016/2017 | Gijs Esders                     | Gijs Esders                     | Wesly Dijs                      | Bart de Vries                   |
| 2017/2018 | Lennart Velema                  | Wesly Dijs                      | Tijmen Snel                     | Lex Dijkstra                    |
| 2018/2019 | Aron Romeijn                    | Aron Romeijn                    | Thomas Geerdinck                | Thomas Geerdinck                |
| 2019/2020 | Tijmen Snel                     | Merijn Scheperkamp              | Tijmen Snel                     | Crispijn Ariëns                 |
| 2020/2021 | Afgelast vanwege coronapandemie | Afgelast vanwege coronapandemie | Afgelast vanwege coronapandemie | Afgelast vanwege coronapandemie |
| 2021/2022 | Aron Romeijn                    | Wesly Dijs                      | Yves Vergeer                    | Yves Vergeer                    |
| 2022/2023 | Sebas Diniz                     | Mats Siemons                    | Lex Dijkstra                    | Marwin Talsma                   |
| 2023/2024 |                                 |                                 |                                 |                                 |

| Jaar      | Pure sprint     | Sprint             | Allround                         |
| --------- | --------------- | ------------------ | -------------------------------- |
| 2013/2014 | Bauke Wiersma   | Aron Romeijn       | Thom van Beek Wouter Olde Heuvel |
| 2014/2015 | Kevin Schelling |                    |                                  |
| 2015/2016 | Michel Mulder   | Martijn van Oosten | Wesly Dijs                       |
| 2017/2018 | Jelte Boersma   |                    |                                  |

### Vrouwen
| Jaar      | 500m                            | 1000m                           | 1500m                           | 3000m                           |
| --------- | ------------------------------- | ------------------------------- | ------------------------------- | ------------------------------- |
| 2010/2011 | Mayon Kuipers                   | Sophie Nijman                   | Roxanne van Hemert              | Annouk van der Weijden          |
| 2011/2012 | Floor van den Brandt            | Lotte van Beek                  | Yvonne Nauta                    | Yvonne Nauta                    |
| 2012/2013 | Mayon Kuipers                   | Natasja Bruintjes               | Yvonne Nauta Irene Schouten     | Jorien Voorhuis                 |
| 2013/2014 | Janine Smit                     | Letitia de Jong                 | Roxanne van Hemert              | Carlijn Achtereekte             |
| 2014/2015 | Floor van den Brandt            | Janine Smit                     | Yvonne Nauta                    | Yvonne Nauta                    |
| 2015/2016 | Letitia de Jong                 | Anice Das                       | Reina Anema                     | Melissa Wijfje                  |
| 2016/2017 | Janine Smit                     | Janine Smit                     | Yvonne Nauta                    | Reina Anema                     |
| 2017/2018 | Dione Voskamp                   | Manouk van Tol                  | Sanne in 't Hof                 | Reina Anema                     |
| 2018/2019 | Dione Voskamp                   | Elisa Dul                       | Roza Blokker                    | Roza Blokker                    |
| 2019/2020 | Helga Drost                     | Femke Beuling                   | Aveline Hijlkema                | Esther Kiel                     |
| 2020/2021 | Afgelast vanwege coronapandemie | Afgelast vanwege coronapandemie | Afgelast vanwege coronapandemie | Afgelast vanwege coronapandemie |
| 2021/2022 | Esmé Stollenga                  | Isabel Grevelt                  | Myrthe de Boer                  | Aveline Hijlkema                |
| 2022/2023 | Esmé Stollenga                  | Maud Lugters                    | Aveline Hijlkema                | Esther Kiel                     |
| 2023/2024 |                                 |                                 |                                 |                                 |

| Jaar      | Pure sprint          | Sprint             | Allround       |
| --------- | -------------------- | ------------------ | -------------- |
| 2013/2014 | Floor van den Brandt | Janine Smit        | Irene Schouten |
| 2014/2015 | Moniek Klijnstra     |                    |                |
| 2015/2016 | Annette Gerritsen    | Roxanne van Hemert | Melissa Wijfje |
| 2017/2018 | Anouk Karel          |                    |                |